# Oxyopes indicus
Oxyopes indicus là một loài nhện trong họ Oxyopidae.
Loài này thuộc chi Oxyopes. Oxyopes indicus được Charles Athanase Walckenaer miêu tả năm 1805.